# Liste von Jangtse-Brücken
Die Liste von Jangtse-Brücken enthält Brücken über den Jangtse, den längsten Fluss in China. Sie sind in der Liste von der Quelle bis zur Mündung eingeordnet.
| Bild                          | Name                          | Fertigstellung | Ort                    | Lage                            | Verkehrsweg                | Verbindung                                                                                      | Konstruktion                                                                | Stützweite | Gesamtlänge |
| ----------------------------- | ----------------------------- | -------------- | ---------------------- | ------------------------------- | -------------------------- | ----------------------------------------------------------------------------------------------- | --------------------------------------------------------------------------- | ---------- | ----------- |
|                               | Jinlong-Brücke                | 1898           | Lijiang                | 26.784167 100.38876             | Fußweg                     | Lijiang–Yongsheng                                                                               | Hängebrücke                                                                 | 90 m       | 90 m        |
|                               | Hejiang-Brücke                | 2013           | Fuyang                 | 28.845031 105.798585            | Autobahn                   | Ringautobahn Chengdu-Chongqing                                                                  | Schrägseilbrücke                                                            | 420 m      | 1715 m      |
|                               | Bosideng-Brücke               | 2012           | Fuynag                 | 28.892182 105.879717            | Straße                     | Ringautobahn Chengdu-Chongqing                                                                  | Bogenbrücke in CFST-Technik                                                 | 530 m      | 831 m       |
|                               | Baijusi-Jangtse-Brücke        | 2022           | Chongqing              | 29.4315 106.5076                | Straße U-Bahn (vorgesehen) | - Straße - Chongqing Rail Transit Linie 18                                                      | Schrägseilbrücke                                                            | 660 m      | 3690 m      |
| nur die linke Brücke          | Shibanpo-Jangtse-Brücke 2     | 2006           | Chongqing              | 29.54569 106.55969              | Straße                     |                                                                                                 | Hohlkastenbrücke                                                            | 330 m      | 1104 m      |
| nur die Brücke im Vordergrund | Shibanpo-Jangtse-Brücke 1     | 1980           | Chongqing              | 29.54573 106.55992              | Straße                     |                                                                                                 | Hohlkastenbrücke                                                            | 174 m      | 1104 m      |
|                               | Chaotianmen-Yangtse-Brücke    | 2009           | Chongqing              | 29.58846 106.576052             | Straße                     | Straße                                                                                          | in sich verankerte Bogenbrücke aus Stahl, doppelstöckig                     | 552 m      | 1741 m      |
|                               | Wanxian-Brücke                | 1997           | Wanzhou                | 30.759722222222 108.41972222222 | Autobahn                   | YuYi Expressway                                                                                 | Stahlbeton-Bogenbrücke                                                      | 420 m      | 864 m       |
|                               | Wushan-Brücke                 | 2005           | Wushan                 | 31.0646 109.8963                | Straße                     | Provinzstraße S 301                                                                             | Bogenbrücke in CFST-Technik                                                 | 460 m      | 612 m       |
| Bild gesucht BW               | Xiangxi-Jangtse-Brücke        | 2019           | Xiangxi                | 30.959444 110.75925             | Autobahn                   | Expressway S 255                                                                                | CFST-Bogenbrücke                                                            | 508 m      | 814,5 m     |
|                               | Jingyue-Brücke                | 2010           | Jianli und Yunxi       | 29.544862 113.224104            | Autobahn                   | Suiyue Expressway                                                                               | Schrägseilbrücke                                                            | 816 m      | 4600 m      |
|                               | Jangtse-Brücke in Wuhan       | 1955           | Wuhan                  | 30.552222222222 114.28305555556 | Eisenbahn Straße           |                                                                                                 | doppelstöckige Fachwerkbrücke                                               |            | 1670 m      |
|                               | Tianxingzhou-Brücke           | 2009           | Wuhan                  | 30.656889 114.404969            | Eisenbahn Straße           | - Schnellfahrstrecke Peking–Guangzhou - Dritte Ringstraße Wuhan                                 | doppelstöckige Schrägseilbrücke                                             | 504 m      | 4657 m      |
|                               | Yangluo-Brücke                | 2007           | Wuhan                  | 30.636667 114.555278            | Autobahn                   | Wuhan-Ringstraß                                                                                 | Hängebrücke                                                                 | 1280 m     | 2725 m      |
|                               | Edong-Brücke                  | 2010           | Xishui und Huahu       | 30.2605 115.0741                | Autobahn                   | Daguang-Autobahn Huyu-Autobahn Fuyin-Autobahn                                                   | Schrägseilbrücke                                                            | 926 m      | 1488 m      |
|                               | Bianyuzhou-Jangtse-Brücke     | 2021           | Jiujiang               | 29.7388 115.864                 | Eisenbahn                  | Schnellfahrstrecke Peking–Hongkong                                                              | Schrägseilbrücke                                                            | 672 m      | 3537 m      |
|                               | Dashengguan-Brücke            | 2010           | Nanjing                | 31.96 118.631111                | Eisenbahn U-Bahn           | - Schnellfahrstrecke Peking–Shanghai - Schnellfahrstrecke Shanghai–Wuhan–Chengdu U-Bahn Nanjing | Kombination aus Durchlaufträgerbrücke mit Bögen und Spannbeton-Balkenbrücke | 336 m      | 9273 m      |
|                               | Dritte Nanjing-Jangtse-Brücke | 2005           | Nanjing                | 31.96899 118.644834             | Autobahn                   | Autobahn Shanghai–Chengdu Ringautobahn Nanjing                                                  | Schrägseilbrücke                                                            | 648 m      | 1288 m      |
|                               | Nanjing-Jangtse-Brücke        | 1968           | Nanjing                | 32.115278 118.738889            | Eisenbahn Straße           |                                                                                                 | doppelstöckige Fachwerkbrücke                                               |            | 6772 m      |
|                               | Zweite Nanjing-Jangtse-Brücke | 2001           | Nanjing                | 32.16258 118.836196             | Autobahn                   | Autobahn Nanjing–Luoyang                                                                        | Schrägseilbrücke                                                            | 628 m      | 1238 m      |
|                               | Vierte Nanjing-Jangtse-Brücke | 2012           | Nanjing                | 32.175268 118.939834            | Autobahn                   | Nanjing Ring Expressway                                                                         | Hängebrücke                                                                 | 1418 m     | 5437 m      |
|                               | Runyang-Brücke                | 2004           | Zhenjiang und Yangzhou | 32.2074 119.3632                | Autobahn                   | Autobahn Yangzhou–Liyang                                                                        | Hängebrücke und Schrägseilbrücke                                            | 1490 m     |             |
|                               | Jiangyin-Brücke               | 1997           | Jiangyin und Jingjiang | 31.949204 120.267441            | Autobahn                   | Jinghu-Autobahn Peking–Shanghai                                                                 | Hängebrücke                                                                 | 1385 m     | 3071 m      |
|                               | Hutong-Brücke                 | 2020           | Nantong                | 32.0196 120.7113                | Eisenbahn Autobahn         | - S19 Tongxi Expressway - Bahnstrecke Nantong–Shanghai - Schnellfahrstrecke Nantong–Ningbo      | Schrägseilbrücke                                                            | 1092 m     | 11072 m     |
|                               | Sutong-Brücke                 | 2007           | Nantong                | 31.788 120.997                  | Autobahn                   | Autobahn Shenyang-Haikou                                                                        | Schrägseilbrücke                                                            | 1088 m     | 8206 m      |
|                               | Jangtse-Brücke in Shanghai    | 2009           | Shanghai               | 31.434813888889 121.74430555556 | Autobahn                   | Autobahn Shanghai–Xi’an                                                                         | Hängebrücke und Schrägseilbrücke                                            | 730 m      | 9970 m      |

- Karte mit allen Koordinaten der Querungen:
- OSM |
- WikiMap